# (1197) Rhodesia
(1197) Rhodesia ist ein Asteroid des Hauptgürtels, der am 9. Juni 1931 vom südafrikanischen Astronomen Cyril V. Jackson in Johannesburg entdeckt wurde.
Benannt ist der Asteroid nach dem Land Rhodesien, dem heutigen Simbabwe.